# Olimpíadas Portuguesas de Biologia
As Olimpíadas Portuguesas de Biologia (OPB) são uma competição científica portuguesa na área de Biologia, tendo tido a sua primeira edição em 2010, sob o nome "I Olimpíadas Nacionais de Biologia". Nas Olimpíadas Portuguesas de Biologia Júnior participam alunos do 9º ano e nas Olimpíadas Portuguesas de Biologia Sénior alunos do 10º ao 12º ano. Esta última apura atualmente alunos portugueses para a Olimpíada Internacional de Biologia bem como a Olimpíada Iberoamericana de Biologia.